# El Granado (ort i Spanien)
El Granado är en ort i Spanien.   Den ligger i provinsen Provincia de Huelva och regionen Andalusien, i den sydvästra delen av landet, 500 km sydväst om huvudstaden Madrid. El Granado ligger 141 meter över havet och antalet invånare är 612.
Terrängen runt El Granado är huvudsakligen platt, men åt nordväst är den kuperad. Runt El Granado är det mycket glesbefolkat, med 6 invånare per kvadratkilometer. Närmaste större samhälle är Puebla de Guzmán, 18,1 km nordost om El Granado. Omgivningarna runt El Granado är huvudsakligen savann.